# バラク 1 (ミサイル)
バラク 1は、イスラエルで開発された個艦防空ミサイル。システムインテグレーターであるイスラエル・エアロスペース・インダストリーズ（IAI）が主契約者となり、エルタ・システムズが射撃統制システム、ラファエルがミサイル本体とVLSを担当した。

## 来歴
1973年の第四次中東戦争の教訓から、イスラエル国防軍は高速戦闘艇（FAC）に対する経空脅威の深刻化を認識し、1976年ないし1977年頃には、FACサイズ以上の軍艦のための個艦防空ミサイルの要求事項を作成していた。この要件定義を受けてIAIとラファエルが合意に達し、1979年より開発が開始されて、ミサイルの開発は1981年6月のパリ航空ショーで初公開された。この時点ではセミアクティブ・レーダー・ホーミング（SARH）誘導方式で、シーウルフに似た8連装の旋回・俯仰式発射機のそれぞれに火器管制レーダーを取り付けた構成であった。
このシステムを用いて1980年代初頭に試験発射が行われたものの、発射機の重量過大などの問題が指摘されたことから計画の見直しが行われ、1983年のパリ航空ショーでは発射機をVLSに変更し、火器管制レーダーをマストに移設したバージョンが発表された。試験は1985年より開始され、1987年には5-6キロの射程でTOW対戦車ミサイルを標的とした迎撃試験を成功させた。1991年からはサール4.5型ミサイル艇「ニリット」を用いてシステム全体の試験が開始され、1991年8月には曳航標的に対する試験を成功させた。しかし試験は順調ではなく、当初は1989年に就役予定とされていたものの、イスラエル海軍の受領試験は1992年初頭にまでずれ込んだ。1993年10月、IAIは運用中のバラクが受入試験中にガブリエル対艦ミサイルの迎撃に成功したと発表し、1996年3月31日にもヘッツ級ミサイル艇から発射されたミサイルで同様の発表がなされた。

## 設計
バラク 1は、比較的低コストの個艦防空ミサイル・システムとして設計されている。有人航空機と対艦ミサイルの両方から艦船を守るよう求められた結果、応答時間3秒という短さを達成した。システムはミサイル本体、発射装置、射撃指揮システムで構成される。

### ミサイル本体
上記の経緯もあり、ミサイルの誘導方式は目視線指令誘導（CLOS）とされた。ミサイル先端部に誘導装置が収容され、また上部に沿って指令信号の送受信に用いる細い線状のアンテナが設けられている。その後方には、イスラエル・ミリタリー・インダストリーズ（IMI）社製と思われる22kgのHE弾頭があり、その後ろにはIAI社製の近接信管がある。近接信管は電波式と赤外線式を選択でき、イスラエル海軍は電波式を用いている。
推進装置は固体燃料ロケット、そのロケットエンジンの推進剤としてはダブルベース火薬が用いられており、3段階の推力が設定され、まず甲板を傷つけないように弱い推力で飛翔を開始した後、強力なブーストで加速し、サスティナーとしての燃焼に移る。発射直後、まず針路を調整するために推力偏向によって0.6秒で25Gの機動力を発揮したのち、針路が安定してミサイルが十分に安定すると推力偏向用ベーンは脱落して、翼による空力制御に移る。

### システム構成
上記の経緯もあり、ミサイルの発射装置はVLSとされた。VLSを構成するキャニスターはそれぞれ2.55 m×37.6 cm×30 cm大で、8セルで1つのユニットを構成する。甲板上垂直発射ユニット（VLU）に8発のミサイルを搭載すると重さ1.7トンとなり、占有面積は1.8平方メートル、また甲板下に設置する部分の占有面積は4立方メートルである。ランチャーは、シースパローと同様の方法で、船体や構造物の内部、あるいは甲板上に、分散あるいは集中配置することができる。1つの制御装置で最大32セルまで制御することができ、IAIでは、76ミリ砲1基と換装するかたちで32セル分を搭載できるとしている。
射撃指揮システムは、エルタEL/M-2221GM追尾レーダーをベースとしており、右側にはラファエル製のFLIRが設置されている。EL/M-2221はイタリア製のRTN-10Xのライセンス生産版であり、EL/M-2221GMはその派生型である。動作周波数はX/Ku/Kバンド（8 - 40GHz）で、バラクの管制だけでなく、砲の射撃指揮やガブリエル対艦ミサイルの管制、更には通常の捜索レーダーを補完するかたちでの対水上捜索にも用いることができる。

## 運用者と搭載艦艇
- イスラエル海軍

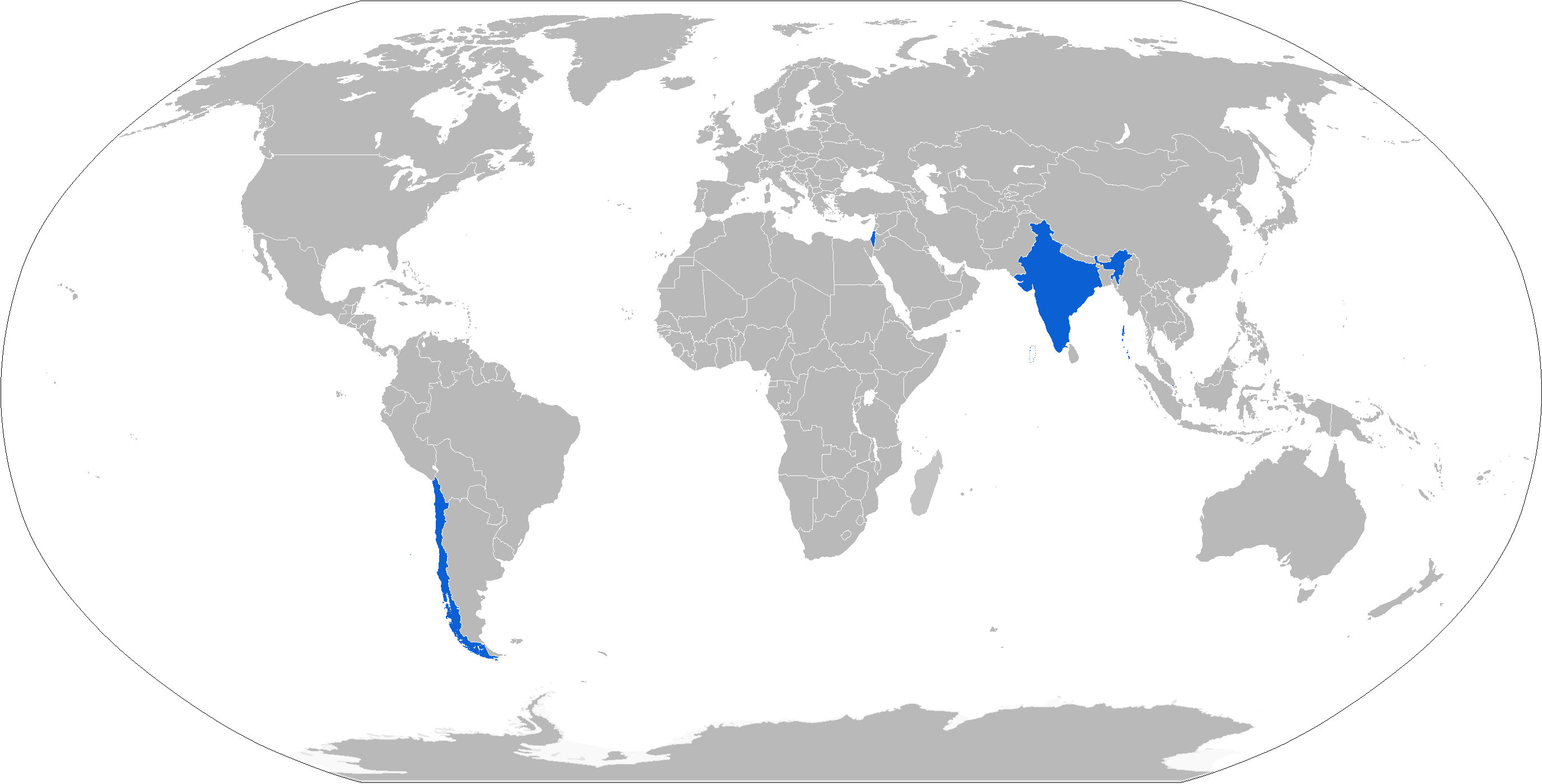
導入国

  - サール4.5型ミサイル艇 - 32セル[6]
  - サール5型コルベット - 32セル×2セット[4]
- インド海軍
  - 空母ヴィラート[4]
  - デリー級駆逐艦 - AK-630 CIWS×2基を8連装VLS×2基（16セル）に換装[7]
  - ラージプート級駆逐艦 - 「ランヴィール」と「ランヴィジャイ」が、AK-630 CIWS×2基を8連装VLS×2基 (16セル)に換装[8]
  - シヴァリク級フリゲート - 8連装VLS×4基 (32セル) を搭載[8]
  - ゴーダーヴァリ級フリゲート - 4K33 オサーM（SA-N-4）の連装発射機×1基を8連装VLS×3基 (24セル) に換装[9]
  - ブラマプトラ級フリゲート - 8連装VLS×3基 (24セル)を搭載[9]
  - カモルタ級コルベット - 8連装VLSを搭載[9]
- シンガポール海軍
  - ヴィクトリー級コルベット - 8連装VLS×2基 (16セル) を後日装備[10]
- チリ海軍
  - カウンティ級駆逐艦 - 8連装VLS×2基 (16セル) を後日装備[4]
  - 22型フリゲート「アルミランテ・ウィリアムズ」 - 8連装VLS×4基 (32セル) を後日装備[11]